# Philip Weyand
Philip Weyand (* 1997 in Mannheim) ist ein deutscher Jazzmusiker (Piano, Komposition).

## Leben und Wirken
Weyand erhielt, seit er sechs Jahre alt war, klassischen Klavierunterricht, zuletzt am Peter-Cornelius-Konservatorium der Stadt Mainz; über seinen Vater kam er zum Jazz und nahm Unterricht am Jazzpiano bei Johannes Bartmes und Volker Engelberth. Zwischen 2018 und 2023 studierte er Jazzpiano an der Hochschule für Musik und Darstellende Kunst Mannheim bei Rainer Böhm, im Sommer 2022 für ein Semester als DAAD-Stipendiat in Salvador (Bahia). 2025 absolviert er sein Masterstudium an der Hochschule für Musik und Tanz Köln bei Hubert Nuss, Jürgen Friedrich und Paulo Álvares.
Zwischen 2017 und 2021 gehörte Weyand den Landesjugendjazzorchestern von Rheinland-Pfalz und des Saarlandes an. In seinem Quartett mit der Saxophonistin Kristina Shamgunova, dem Bassisten Nico Klöffer und dem Schlagzeuger Micha Jesska entstanden die EP Placido Sessions (2021) und das Album Myosotis (Unit Records 2022). Für sein nächstes Album Kosmee (2024) erweiterte er dieses Quartett um die Stimme der in London lebenden Sängerin Aitzi Cofre Real. Weiterhin gehört er zum Quintett von Gabriele Maurer, tritt aber auch mit der Band Capricorn auf.